# Warren Miller (hockey sur glace)
Pour les articles homonymes, voir Warren Miller et Miller.
Warren Fredrick Miller (né le 15 juin 1953 à South St. Paul au Minnesota aux États-Unis) est un joueur professionnel américain de hockey sur glace.

## Biographie

### En club
Miller passe son parcours universitaire dans son État natal avec l'Université du Minnesota, en 1974, il est repêché par les Rangers de New York dans la LNH au 241e rang et par les Whalers de la Nouvelle-Angleterre dans l'AMH au 132e rang.
En 1976, alors qu'il quitte les Golden Gophers, il rejoint les Cowboys de Calgary qui détiennent alors ses droits pour l'AMH. À la suite d'un court passage de deux ans avec l'équipe, il quitte la formation qui cesse ses activités. Il enchaine les futurs clubs de la LNH des Oilers, des Nordiques et des Whalers qui l'avaient originellement repêché.
La fin de la saison 1978-1979 de l'AMH marge aussi la disparition de la ligue, et, bien que les Whalers intègrent la LNH, c'est avec les Rangers de New York que Miller fait ses débuts dans ce circuit, également une des équipes qui l'avait repêché. En effet, les Rangers avait réclamé les droits sur Miller lors du repêchage d'expansion de 1979. Ceci n'est que temporaire puisqu'il retour avec les Whalers, maintenant renommé les Whalers de Hartford, qui récupère ses droits en échange d'une compensation financière le 7 août 1980 pour la saison suivante et c'est avec cette équipe qui l'avait repêché que Miller prend sa retraite sportive en 1983,.

### En équipe nationale
Au cours de sa carrière, Miller représente à trois reprises les États-Unis. La première fois pour le championnat du monde de 1977, puis celui de 1981. Il représente également la formation lors de la Coupe Canada 1981.

## Statistiques

### En club
| Saison    | Équipe                            | Ligue   |                            | Saison régulière           | Saison régulière           | Saison régulière           | Saison régulière           | Saison régulière           |                            | Séries éliminatoires       | Séries éliminatoires       | Séries éliminatoires       | Séries éliminatoires | Séries éliminatoires |
| Saison    | Équipe                            | Ligue   | PJ                         | B                          | A                          | Pts                        | Pun                        | PJ                         | B                          | A                          | Pts                        | Pun                        |                      |                      |
| 1971-1972 | South St. Paul High               | USHS-MS | Statistiques indisponibles | Statistiques indisponibles | Statistiques indisponibles | Statistiques indisponibles | Statistiques indisponibles | Statistiques indisponibles | Statistiques indisponibles | Statistiques indisponibles | Statistiques indisponibles | Statistiques indisponibles |                      |                      |
| 1972-1973 | Golden Gophers du Minnesota       | NCAA    | 32                         | 5                          | 3                          | 8                          | 22                         | -                          | -                          | -                          | -                          | -                          |                      |                      |
| 1973-1974 | Golden Gophers du Minnesota       | NCAA    | 40                         | 11                         | 16                         | 27                         | 43                         | -                          | -                          | -                          | -                          | -                          |                      |                      |
| 1974-1975 | Golden Gophers du Minnesota       | NCAA    | 41                         | 16                         | 21                         | 37                         | 40                         | -                          | -                          | -                          | -                          | -                          |                      |                      |
| 1975-1976 | Golden Gophers du Minnesota       | NCAA    | 44                         | 26                         | 31                         | 57                         | 52                         | -                          | -                          | -                          | -                          | -                          |                      |                      |
| 1975-1976 | Cowboys de Calgary                | AMH     | 3                          | 0                          | 0                          | 0                          | 0                          | 10                         | 1                          | 0                          | 1                          | 28                         |                      |                      |
| 1976-1977 | Cowboys de Calgary                | AMH     | 80                         | 23                         | 32                         | 55                         | 51                         | 3                          | 0                          | 0                          | 0                          | 0                          |                      |                      |
| 1977-1978 | Oilers d'Edmonton                 | AMH     | 18                         | 2                          | 4                          | 6                          | 18                         | -                          | -                          | -                          | -                          | -                          |                      |                      |
| 1977-1978 | Nordiques de Québec               | AMH     | 60                         | 14                         | 24                         | 38                         | 50                         | 11                         | 0                          | 2                          | 2                          | 0                          |                      |                      |
| 1978-1979 | Whalers de la Nouvelle-Angleterre | AMH     | 77                         | 26                         | 23                         | 49                         | 44                         | 10                         | 0                          | 8                          | 8                          | 28                         |                      |                      |
| 1979-1980 | Rangers de New York               | LNH     | 55                         | 7                          | 6                          | 13                         | 17                         | 6                          | 1                          | 0                          | 1                          | 0                          |                      |                      |
| 1980-1981 | Whalers de Hartford               | LNH     | 77                         | 22                         | 22                         | 44                         | 37                         | -                          | -                          | -                          | -                          | -                          |                      |                      |
| 1981-1982 | Whalers de Hartford               | LNH     | 74                         | 10                         | 12                         | 22                         | 68                         | -                          | -                          | -                          | -                          | -                          |                      |                      |
| 1982-1983 | Whalers de Hartford               | LNH     | 56                         | 1                          | 10                         | 11                         | 15                         | -                          | -                          | -                          | -                          | -                          |                      |                      |

### En équipe nationale
| Année | Équipe     | Compétition          |    | PJ | B | A | Pts | Pun            |  | Résultat |
| 1977  | États-Unis | Championnat du monde | 10 | 2  | 2 | 4 | 4   | 6e place       |  |          |
| 1981  | États-Unis | Championnat du monde | 7  | 3  | 2 | 5 | 4   | 5e place       |  |          |
| 1981  | États-Unis | Coupe Canada         | 6  | 2  | 0 | 2 | 2   | Demi-finaliste |  |          |